# 克劳迪尤·拉杜卡努
克劳迪尤·拉杜卡努（Claudiu Răducanu，1976年12月3日—），是一名罗马尼亚职业足球运动员，司职前锋，曾经入选罗马尼亚国家队，现效力于西班牙丙级联赛球队加瓦。

## 俱乐部生涯
拉杜卡努在家乡球队克拉约瓦电力机车开始职业足球生涯，1994年9月24日，不满18岁的拉杜卡努第一次参加职业联赛。他在联赛中的表现赢得罗马尼亚豪门球队布加勒斯特星的注意，并于2000年转会至布加勒斯特星。这是他职业生涯的巅峰时期。他在2000–2001赛季、2001–2002赛季、2002–2003赛季连续三个都是球队进球最多的球员，而在2002–2003赛季更是获得联赛最佳射手的称号。而布加勒斯特星在这期间也获得一个联赛冠军和一次联赛亚军。
2004年的冬季转会中，西班牙足球甲级联赛球队西班牙人以130万欧元的身价和拉杜卡努签约三年，但是他却始终无法进入球队的主力名单，他在加盟后代表球队出场11次，全部是以替补身份登场，打进3个进球。在夏季转会中，米盖尔·安赫尔(Miguel Ángel Lotina)的加盟使他彻底失去位置，于是他在新赛季被租借到德国球队比勒费尔德。他在短暂的德国之旅中只代表比勒费尔德出场5次，没有取得进球，而回到西班牙也仍然没有获得出场的机会。最后，他和西班牙人俱乐部解除合同关系，加盟罗马尼亚球队瓦斯卢伊。
2006年4月1日，拉杜卡努加盟中国足球甲级联赛球队广州医药。经过最初几轮的低迷期后，他逐渐找到进球感觉，赛季为广州队出场17次打进9球，但广州队最终只获得联赛第三名，未能实现冲超目标。他也没有获得球队的续约，离开中国。随后几个赛季，拉杜卡努先后在塞浦路斯球队萨拉米斯、意大利球队索伦托、罗马尼亚球队克鲁日大学和阿塞拜疆球队哈扎尔连科兰效力。
2009年11月，他再次前往巴塞罗那，不过这次加盟的球队是加泰罗尼亚地区联赛(西班牙第五级别联赛)球队Poble sec体育联盟。2010年，他在冬季转会中加盟西班牙丙级联赛球队加瓦。

## 国家队生涯
拉杜卡努代表罗马尼亚国家队参加过2场比赛。他第一次代表国家队出场实在2003年4月30日和立陶宛的比赛。而另一次是在同一年和意大利的比赛。